# Deshorn Brown
Deshorn Dwayne Brown (ur. 22 grudnia 1990 w Manchesterze) – jamajski piłkarz występujący na pozycji napastnika w Lorce.